# Another Grey Area
Another Grey Area è un album del cantautore britannico Graham Parker, pubblicato dalle etichette discografiche RCA (Europa) e Arista (Stati Uniti e Canada) il 15 marzo 1982.
L'album è prodotto da Jack Douglas e lo stesso interprete, unico autore di tutti i brani.
Dal disco viene tratto il singolo Temporary Beauty.

## Tracce

### Lato A
1. Temporary Beauty
2. Another Grey Area
3. No More Excuses
4. Dark Side of the Bright Lights
5. Can't Waste a Minute
6. Big Fat Zero

### Lato B
1. You Hit the Spot
2. It's All Worth Nothing Alone
3. Crying for Attention
4. Thankless Task
5. Fear Not